# Vincent Gross/Diskografie
Diese Diskografie ist eine Übersicht über die musikalischen Werke des Schweizer Schlagersängers Vincent Gross. Seine erfolgreichste Veröffentlichung ist das vierte Studioalbum Frei, das zum Nummer-eins-Album in der Schweiz, Top-5-Album in Deutschland und Chartalbum in Österreich avancierte.

## Alben

### Studioalben
| Jahr | Titel Musiklabel         | Höchstplatzierung, Gesamtwochen, AuszeichnungChartplatzierungen (Jahr, Titel, Musiklabel, Platzierungen, Wochen, Auszeichnungen, Anmerkungen) | Höchstplatzierung, Gesamtwochen, AuszeichnungChartplatzierungen (Jahr, Titel, Musiklabel, Platzierungen, Wochen, Auszeichnungen, Anmerkungen) | Höchstplatzierung, Gesamtwochen, AuszeichnungChartplatzierungen (Jahr, Titel, Musiklabel, Platzierungen, Wochen, Auszeichnungen, Anmerkungen) | Anmerkungen                           |
| Jahr | Titel Musiklabel         | DE | AT | CH | Anmerkungen                           |
| ---- | ------------------------ | --- | --- | --- | ------------------------------------- |
| 2017 | Rückenwind Ariola (Sony) | — | — | CH12 (4 Wo.)CH | Erstveröffentlichung: 24. März 2017   |
| 2018 | Möwengold Ariola (Sony)  | DE11 (1 Wo.)DE | AT40 (1 Wo.)AT | CH2 (3 Wo.)CH | Erstveröffentlichung: 10. August 2018 |
| 2021 | Hautnah Telamo (WMG)     | DE7 (2 Wo.)DE | AT22 (1 Wo.)AT | CH1 (3 Wo.)CH | Erstveröffentlichung: 29. Januar 2021 |
| 2022 | Frei Telamo (WMG)        | DE4 (4 Wo.)DE | AT51 (1 Wo.)AT | CH1 (2 Wo.)CH | Erstveröffentlichung: 7. Oktober 2022 |

### Kompilationen
| Jahr | Titel Musiklabel     | Höchstplatzierung, Gesamtwochen, AuszeichnungChartplatzierungen (Jahr, Titel, Musiklabel, Platzierungen, Wochen, Auszeichnungen, Anmerkungen) | Höchstplatzierung, Gesamtwochen, AuszeichnungChartplatzierungen (Jahr, Titel, Musiklabel, Platzierungen, Wochen, Auszeichnungen, Anmerkungen) | Höchstplatzierung, Gesamtwochen, AuszeichnungChartplatzierungen (Jahr, Titel, Musiklabel, Platzierungen, Wochen, Auszeichnungen, Anmerkungen) | Anmerkungen                           |
| Jahr | Titel Musiklabel     | DE | AT | CH | Anmerkungen                           |
| ---- | -------------------- | --- | --- | --- | ------------------------------------- |
| 2023 | Best Of Telamo (WMG) | DE59 (1 Wo.)DE | — | CH88 (1 Wo.)CH | Erstveröffentlichung: 25. August 2023 |

## Singles

### Als Leadmusiker
| Jahr | Titel Album                      | Anmerkungen |
| ---- | -------------------------------- | --- |
| 2016 | Half a Smile –                   | Erstveröffentlichung: 2016                                                                                       |
| 2017 | Joana Rückenwind                 | Erstveröffentlichung: 11. Januar 2017 Original: Roland Kaiser                                                    |
| 2017 | Rückenwind                       | Erstveröffentlichung: 3. Februar 2017                                                                            |
| 2017 | Du du du Rückenwind              | Erstveröffentlichung: 21. Juli 2017 (Club Mix)                                                                   |
| 2017 | Es schneit –                     | Erstveröffentlichung: 1. Dezember 2017 Original: Rolf Zuckowski & seine Freunde                                  |
| 2018 | Dieser Beat Möwengold            | Erstveröffentlichung: 30. März 2018                                                                              |
| 2018 | Nordlichter Möwengold            | Erstveröffentlichung: 3. August 2018                                                                             |
| 2019 | Supersommer Möwengold            | Erstveröffentlichung: 12. Juli 2019 (Tom Tigo Remix)                                                             |
| 2020 | Über uns die Sonne Hautnah       | Erstveröffentlichung: 31. Januar 2020                                                                            |
| 2020 | Chill Out Time Hautnah           | Erstveröffentlichung: 12. Juni 2020                                                                              |
| 2020 | Ich schenk dir mein Herz Hautnah | Erstveröffentlichung: 11. September 2020                                                                         |
| 2021 | Wo die Liebe wohnt Frei          | Erstveröffentlichung: 13. August 2021 mit Emilija Wellrock; Original: Semino Rossi – Weißt du wo die Liebe wohnt |
| 2022 | Weißt was ich mein Frei          | Erstveröffentlichung: 25. März 2022                                                                              |
| 2022 | Frei                             | Erstveröffentlichung: 22. April 2022                                                                             |
| 2022 | Fiesta del mar Frei              | Erstveröffentlichung: 1. Juli 2022                                                                               |
| 2023 | Love Life Balance –              | Erstveröffentlichung: 26. Mai 2023                                                                               |
| 2023 | Ouzo –                           | Erstveröffentlichung: 14. Juli 2023                                                                              |
| 2023 | Sommerliebe –                    | Erstveröffentlichung: 11. August 2023                                                                            |
| 2023 | Buenos Nachos –                  | Erstveröffentlichung: 8. September 2023                                                                          |
| 2023 | Du bist richtig!! –              | Erstveröffentlichung: 15. September 2023 mit Tom Lehel & Franca Morgano                                          |
| 2023 | Märchenschloß der Lügen –        | Erstveröffentlichung: 6. Oktober 2023                                                                            |
| 2023 | Glühwein –                       | Erstveröffentlichung: 24. November 2023                                                                          |
| 2023 | Glühwein Hüttenparty –           | Erstveröffentlichung: 8. Dezember 2023                                                                           |
| 2024 | Never Ever –                     | Erstveröffentlichung: 8. März 2024                                                                               |
| 2024 | MALLEdiven –                     | Erstveröffentlichung: 12. April 2024                                                                             |
| 2024 | Aperol Spritz –                  | Erstveröffentlichung: 24. Mai 2024                                                                               |
| 2024 | Currywurst –                     | Erstveröffentlichung: 6. September 2024                                                                          |
| 2024 | Zeig der Welt wer du bist –      | Erstveröffentlichung: 18. Oktober 2024                                                                           |
| 2025 | Heute gehn wir backen –          | Erstveröffentlichung: 7. Februar 2025                                                                            |
| 2025 | Drinking Wine Feeling Fine –     | Erstveröffentlichung: 11. April 2025 mit Olaf der Flipper                                                        |

### Als Gastmusiker
| Jahr | Titel Album                                   | Höchstplatzierung, Gesamtwochen, AuszeichnungChartplatzierungen (Jahr, Titel, Album, Platzierungen, Wochen, Auszeichnungen, Anmerkungen) | Höchstplatzierung, Gesamtwochen, AuszeichnungChartplatzierungen (Jahr, Titel, Album, Platzierungen, Wochen, Auszeichnungen, Anmerkungen) | Höchstplatzierung, Gesamtwochen, AuszeichnungChartplatzierungen (Jahr, Titel, Album, Platzierungen, Wochen, Auszeichnungen, Anmerkungen) | Anmerkungen                                                                                  |
| Jahr | Titel Album                                   | DE | AT | CH | Anmerkungen                                                                                  |
| ---- | --------------------------------------------- | --- | --- | --- | -------------------------------------------------------------------------------------------- |
| 2017 | Auf einmal (Weihnachtsschlager) –             | — | — | — | Erstveröffentlichung: 27. November 2017 als Teil von Schlagerstars für Kinder                |
| 2019 | Nicht allein sein –                           | DE92 (1 Wo.)DE | — | — | Erstveröffentlichung: 22. Februar 2019 Stereoact feat. Vincent Gross                         |
| 2020 | Hand in Hand Goldene Weihnachtshits (Sampler) | — | — | — | Erstveröffentlichung: 6. November 2020 als Teil der Hand in Hand All Stars; Original: beFour |
| 2023 | Cayo Coco Rio (Deluxe Edition)                | — | — | — | Erstveröffentlichung: 20. Oktober 2023 Die Schlagerpiloten feat. Vincent Gross               |

## Musikvideos
| Jahr | Titel                                         | Regie                           |
| ---- | --------------------------------------------- | ------------------------------- |
| 2017 | Rückenwind                                    |                                 |
| 2017 | Auf einmal (Weihnachtsschlager) (2 Versionen) |                                 |
| 2018 | Dieser Beat                                   |                                 |
| 2018 | Nordlichter                                   |                                 |
| 2018 | Supersommer                                   |                                 |
| 2019 | Nicht allein sein                             |                                 |
| 2020 | Über uns die Sonne                            |                                 |
| 2020 | Chill Out Time                                |                                 |
| 2020 | Ich schenk dir mein Herz                      |                                 |
| 2020 | Hand in Hand                                  |                                 |
| 2021 | Hautnah                                       |                                 |
| 2021 | Replay                                        |                                 |
| 2021 | Wo die Liebe wohnt                            | Vincent Gross, Emilija Wellrock |
| 2022 | Weißt was ich mein                            |                                 |
| 2022 | Frei                                          |                                 |
| 2022 | Fiesta del mar                                |                                 |
| 2022 | Du träumst nur                                |                                 |
| 2023 | Love Life Balance                             | André Scheidegger               |
| 2023 | Ouzo                                          | André Scheidegger               |
| 2023 | Sommerliebe                                   |                                 |
| 2023 | Cayo Coco                                     |                                 |
| 2024 | Glühwein Hüttenparty                          | Vincent Gross                   |
| 2025 | Drinking Wine Feeling Fine                    |                                 |

## Autorenbeteiligungen
| Jahr | Titel Album                         | Anmerkungen                                                             |
| ---- | ----------------------------------- | ----------------------------------------------------------------------- |
| 2019 | Alles ist ewig Diamanten            | Erstveröffentlichung: 9. August 2019 Interpretation: Bernhard Brink     |
| 2020 | Lauf mich frei Schlagzeilen         | Erstveröffentlichung: 30. Oktober 2020 Interpretation: Alexander Eder   |
| 2022 | Mayday Mayday Sommer-Sonnen-Feeling | Erstveröffentlichung: 24. Juni 2022 Interpretation: Die Schlagerpiloten |

## Promoveröffentlichungen
| Jahr | Titel Album           | Anmerkungen                           |
| ---- | --------------------- | ------------------------------------- |
| 2018 | Ich schwöre Möwengold | Erstveröffentlichung: 27. Juli 2018   |
| 2021 | Hautnah               | Erstveröffentlichung: 15. Januar 2021 |

## Sonderveröffentlichungen

### Lieder
| Jahr | Titel Album                    | Anmerkungen                                                                    |
| ---- | ------------------------------ | ------------------------------------------------------------------------------ |
| 2023 | Cayo Coco Rio (Deluxe Edition) | Erstveröffentlichung: 3. November 2023 Die Schlagerpiloten feat. Vincent Gross |

| Jahr | Titel Album                         | Anmerkungen                                                                                  |
| ---- | ----------------------------------- | -------------------------------------------------------------------------------------------- |
| 2020 | Hand in Hand Goldene Weihnachtshits | Erstveröffentlichung: 6. November 2020 als Teil der Hand in Hand All Stars; Original: beFour |

### Videoalben
| Jahr | Titel Musiklabel     | Anmerkungen                                                     |
| ---- | -------------------- | --------------------------------------------------------------- |
| 2023 | Best Of Telamo (WMG) | Erstveröffentlichung: 25. August 2023 Teil von Best Of (Boxset) |

## Statistik

### Chartauswertung
|                     | DE    | AT    | CH    |
| ------------------- | ----- | ----- | ----- |
| Nummer-eins-Alben   | DE—DE | AT—AT | CH2CH |
| Top-10-Alben        | DE2DE | AT—AT | CH3CH |
| Alben in den Charts | DE4DE | AT3AT | CH5CH |

|                       | DE    | AT    | CH    |
| --------------------- | ----- | ----- | ----- |
| Nummer-eins-Singles   | DE—DE | AT—AT | CH—CH |
| Top-10-Singles        | DE—DE | AT—AT | CH—CH |
| Singles in den Charts | DE1DE | AT—AT | CH—CH |